# Hrastje pri Grosupljem
Hrastje pri Grosupljem je naselje v Občini Grosuplje.